# Stenkobbel

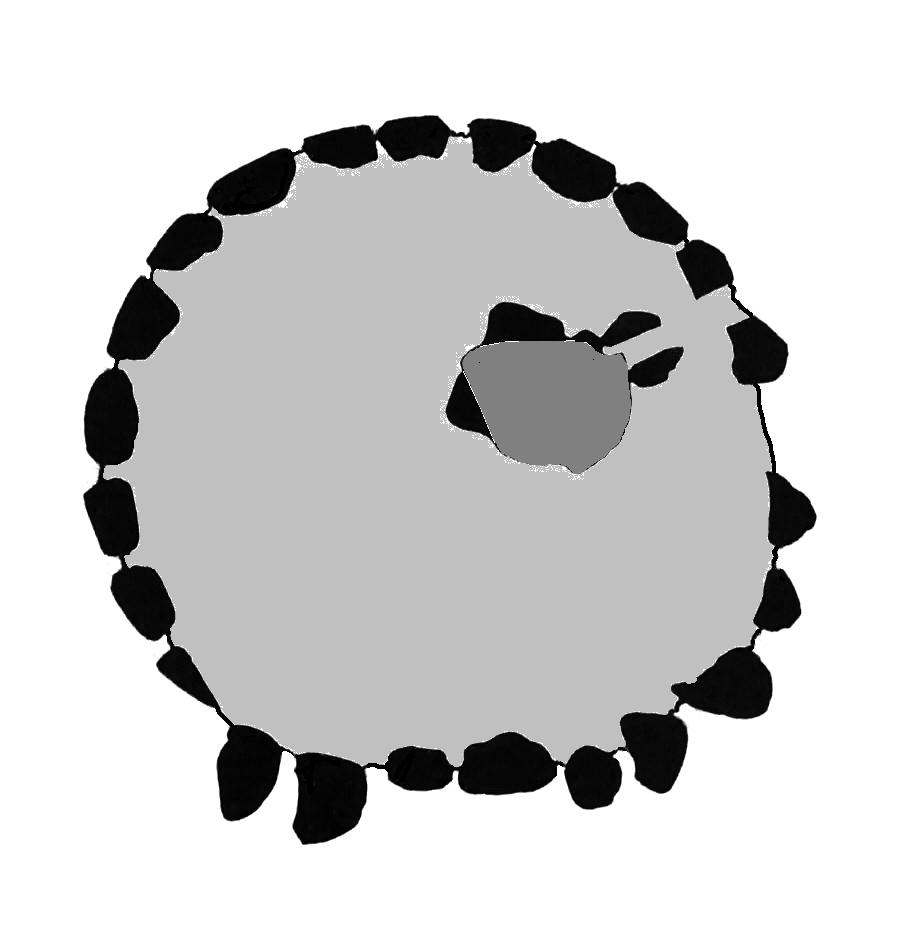
Grundriss eines Runddysse von oben gesehen, hier mit stark außermittiger Kammer

Die Runddysser 1 bis 3 und die Langdysser 1 und 2 von Stenkobbel (auch Nørreskov genannt) liegen im Nørreskov (dt. Nordwald), nordwestlich von Fynshav auf der dänischen Insel Alsen.

## Runddysse 1
Der flach gewölbte, etwa 0,5 m hohe Rundhügel des Runddysse 1 mit einem Durchmesser von etwa 9,5 m ist gut erhalten. In der Mitte des randsteinlosen Hügels liegt halb im Erdreich des Hügels eingetieft die Kammer, so dass die Oberseiten der Tragsteine sichtbar sind. Ein ovaler leicht beschädigter Deckstein von 1,5 × 1,7 m, 0,75 m dick, liegt auf der Kammer, die 1946 von Julius Raklev (1878–1960) und Jens Raben (1880–1960) restauriert wurde.

## Runddysse 2
Der gewölbte, etwa 2,0 m hohe Rundhügel des Runddysse 2 mit einem Durchmesser von etwa 16,0 m ist gut erhalten. In der Mitte des randsteinlosen Hügels liegt ein ausgegrabener Dolmen ohne Deckstein,
Die kleine Kammer besteht aus drei großen, gleich hohen, U-förmig gesetzten Steinen und einem etwa 0,6 m tieferen, flachen Schwellenstein auf der Südostseite. Die Kammer ist bis zur Oberkante des Schwellensteins mit Erde gefüllt.
Der flache Rundhügel des Runddysse 3 liegt auf einem natürlichen Hügel von etwa 13,0 m Durchmesser.
Die Oberseite eines großen Steins, wahrscheinlich der Deckstein einer Kammer, ist sichtbar.

## Langdysse 1
Langdysse 1 ist ein kleines, Nordwest-Südost orientiertes, etwa 1,0 m hohes, gut erhaltenes, rechteckiges Hünenbett von 7,0 × 24 m.
Sechs Randsteine sind in der Mitte der nördlichen Langseite und einer am Ostende erhalten. Etwa in der Mitte des Hügels liegt als Parallellieger die rechteckige, decksteinlose Kammer eines Urdolmens von 1,45 × 0,65 m mit einer Höhe von 0,85 m, bestehend aus sechs Tragsteinen.

## Langdysse 2
Langdysse 2 ist 0,5 m hoch und etwa 20,0 m lang, aber stark zerstört. Die Breite ist schwer zu identifizieren, sie kann bei 6,0 m liegen. Im Nordosten und im Südwesten sind liegende oder stehende Randsteine vorhanden. Die Kammer hat keine Spuren hinterlassen.